# Ісмаїл Сабрі Яакоб
Ісмаїл Сабрі бін Яакоб (малай. Ismail Sabri bin Yaakob; нар. 18 січня 1960, Темерло — малайзійський політик, прем'єр-міністр Малайзії з 21 серпня 2021 до 24 листопада 2022,
 який був у центрі гучних обговорень через свої висловлювання.
Був лідером опозиції з березня 2019 року по лютий 2020 року.
З 2004 року є депутатом парламенту Малайзії.

Є віце-президентом правоконсервативної партії Об'єднана малайська національна організація (UMNO).

## Біографія
Ісмаїл Сабрі розпочав свою освіту в 1967 році.
Здобув ступінь доктора права.
Юридичною практикою почав займатися в 1985 році.
В 1987 році був обраний до місцевого парламенту міста Темерло (Паханг).
В 1995 році був призначений секретарем з політичних питань міністра культури, мистецтв і туризму, також був обраний до Ради сприяння туризму Малайзії.
В 2004 році був обраний до парламенту Малайзії від району Бера.

Після переобрання в 2008

був призначений міністром молоді та спорту в кабінеті прем'єр-міністра Абдулли Бадаві.

У квітні 2009 року за нового прем'єр-міністра Наджиба Разака обійняв посаду міністра внутрішньої торгівлі, кооперативів і споживання.

Після виборів 2013 року, на яких був переобраний, став міністром сільського господарства та земельної промисловості.
Пізніше також обіймав посаду міністра сільського та регіонального розвитку.
В лютому 2015 року його заяви викликали скандал, коли він закликав малайзійських споживачів бойкотувати китайські бізнеси з метою змусити їх знижувати ціни. Ця заява викликала критику з боку різних груп, у тому числі політичних аналітиків та представників МАК (Малайська китайська асоціація). Він також був попереджений про можливий розгляд його справи за Законом про збудження соціальних відчуттів.
20 грудня 2018 року призначено віце-президентом UMNO, оскільки президентом було обрано його попередника.
21 серпня 2021 обійняв посаду прем'єр-міністра. 24 листопада 2022 його змінив Анвар Ібрагім.

## Родина
З 1986 року одружений з Датін Мухайні Зайналь Абідін.
Його син Кадаффі Ісмаїл Сабрі є співаком і раніше брав активну участь у телевізійних шоу.